# Endrik Puntso
Endrik Puntso, né le 12 juin 1993, est un coureur cycliste estonien.

## Biographie
En 2012, Endrik Puntso devient vice-champion d'Estonie du contre-la-montre chez les juniors (moins de 19 ans). Il représente également son pays lors des championnats du monde, disputés dans la province de Limbourg. L'année suivante, il se classe deuxième du championnat d'Estonie du contre-la-montre dans la catégorie espoirs (moins de 23 ans). 
À l'instar de nombreux estoniens, il décide de courir sur le circuit amateur français en rejoignant le Team Pro Immo Nicolas Roux à partir de 2014. Sous ses nouvelles couleurs, il remporte deux courses en première catégorie et obtient diverses places d'honneur. Il  dispute par ailleurs les championnats d'Europe espoirs avec la sélection estonienne. 
En 2015, il termine troisième du championnat d'Estonie sur route, derrière Gert Jõeäär et Rein Taaramäe. Il remporte à occasion le titre dans la catégorie espoirs,. La même année, il prend la troisième place du Grand Prix Chantal Biya, qui figure au calendrier de l'UCI Africa Tour. Il décide toutefois de terme à sa carrière cycliste à l'issue de cette saison pour devenir entraîneur.

## Palmarès
- 2011
  - 2e du championnat d'Estonie du contre-la-montre juniors
- 2013
  - 2e du championnat d'Estonie du contre-la-montre espoirs
  - 3e du Tour de Helsinki
- 2014
  - 3e étape du Tour de l'Ardèche méridionale
  - Critérium de Cournon d'Auvergne
  - 3e du Prix Albert-Gagnet
  - 3e du championnat d'Estonie du contre-la-montre espoirs
- 2015
  -  Champion d'Estonie sur route espoirs
  - 2e du Souvenir Georges-Dumas
  - 3e du championnat d'Estonie sur route
  - 3e du Grand Prix Chantal Biya

## Classements mondiaux
| Année           | 2014   | 2015 |
| --------------- | ------ | ---- |
| UCI Europe Tour | 1 048e | 618e |
| UCI Africa Tour |        | 104e |